# Black-Prince-Klasse
Die Black-Prince-Klasse war eine Klasse von drei (offiziell: 4) nominell 74-Kanonen-Linienschiffen 3. Ranges der britischen Marine, die von 1816 bis 1873 in Dienst stand.

## Allgemeines
Durch die Zweite Schlacht von Kopenhagen (16. August bis 7. September 1807) erzwang die britische Marine während der Koalitionskriege die Herausgabe der Flotte des neutralen Dänemarks. Unter den übergebenden Linienschiffen befand sich auch die Christian den Syvende (Stapellauf 1803, 90 Kanonen, 57,8 m × 15,1 m × 6,52 m). Auf Basis der Vermessung dieses Schiffes wurde die spätere Black-Prince-Klasse entwickelt, welche im wesentliche eine verkleinerte Version des dänischen Schiffes darstellt.
Obwohl die Wellesley nach dem Entwurf gebaut werden sollte und offiziell zur Klasse gehört, wurde sie nach dem Entwurf der Cornwallis gebaut. Dies wurde notwendig, da die vom Navy Board übermittelten Baupläne die Bauwerft in Bombay nicht erreichten, da die transportierende Fregatte Java während des Britisch-Amerikanischen Krieges vom 1812 durch die amerikanische Constitution aufgebracht und verbrannt wurde.

## Einheiten
| Name         | Bauwerft                   | Bestellung        | Kiellegung                                                             | Stapellauf                                                             | Indienststellung                                                       | Verbleib                                                                     |
| ------------ | -------------------------- | ----------------- | ---------------------------------------------------------------------- | ---------------------------------------------------------------------- | ---------------------------------------------------------------------- | ---------------------------------------------------------------------------- |
| Black Prince | Woolwich Dockyard Woolwich | 14. August 1810   | Juli 1814                                                              | 30. März 1816                                                          | 29. August 1816                                                        | Gefängnishulk ab 1848 in Woolwich, ab Februar 1855 in Portsmouth abgebrochen |
| Wellesley    | Bombay Dockyard Bombay     | 6. Januar 1812    | Auf Grund verlust der Baupläne, nach Bauplan der HMS Cornwallis gebaut | Auf Grund verlust der Baupläne, nach Bauplan der HMS Cornwallis gebaut | Auf Grund verlust der Baupläne, nach Bauplan der HMS Cornwallis gebaut | Auf Grund verlust der Baupläne, nach Bauplan der HMS Cornwallis gebaut       |
| Hawke        | Woolwich Dockyard Woolwich | 6. Januar 1812    | April 1815                                                             | 16. März 1820                                                          | 25. Mai 1820                                                           | ab 1865 abgebrochen                                                          |
| Melville     | Bombay Dockyard Bombay     | 6. September 1813 | Juli 1815                                                              | 17. Februar 1817                                                       | Dezember 1826                                                          | Im Oktober 1873 in Hong Kong verkauft                                        |

## Technische Beschreibung
Die Klasse war als Batterieschiff mit zwei durchgehenden Geschützdecks konzipiert und hatte eine Länge auf diesen von 53,65 Metern (Geschützdeck), eine Breite von 14,72 Metern und einen Tiefgang von 6,4 Metern bei einer Vermessung von 1.738 6⁄94 tons (bm). Sie waren Rahsegler mit drei Masten (Fockmast, Großmast und Kreuzmast). Der Rumpf schloss im Heckbereich mit einem Heckspiegel, in den Galerien integriert waren, die in die seitlich angebrachten Seitengalerien mündeten.
Die Bewaffnung der Klasse bestand bei Indienststellung aus 80 Geschützen.
|        | Unteres Batteriedeck    | Oberes Batteriedeck     | Backdeck                                         | Achterdeck                                        | Poopdeck                  | Kanonen (Geschossgewicht) |
| ------ | ----------------------- | ----------------------- | ------------------------------------------------ | ------------------------------------------------- | ------------------------- | ------------------------- |
| Design | 28 × 32-Pfünder-Kanonen | 28 × 18-Pfünder-Kanonen | 2 × 12-Pfünder-Kanonen 2 × 32-Pfünder-Karronaden | 4 × 12-Pfünder-Kanonen 10 × 32-Pfünder-Karronaden | 6 × 18-Pfünder-Karronaden | 80 Geschütze (445,34 kg)  |

## Besatzung
Die Besatzung hatte eine Stärke von 590 Mann.